# 44Agy busz (Budapest)
A budapesti 44A (gyors 44A) jelzésű autóbusz az Örs vezér tere és a Centenáriumi lakótelep között közlekedett. A vonalat a Budapesti Közlekedési Zrt. üzemeltette.

## Története
1970. április 30-án megszűnt a 44-es és a 44Y járat, helyettük 144-es és 144A jelzéssel új gyorsjáratok közlekedtek az Örs vezér tere és Budapesti út, illetve Békési Imre utca között. 1977. január 1-jén a 144A jelzése 44A-ra módosult, mely 1982 első felében megszűnt. 1987. július 1-jén újraindították az Örs vezér tere és a Centenáriumi lakótelep között.
A járat a 44-essel együtt 2007. augusztus 20-án üzemzáráskor megszűnt, helyettük 44-es jelzéssel közlekednek buszok a Centenáriumi lakótelepig.

## Útvonala
| Centenáriumi lakótelep felé: | Örs vezér tere felé: |
| --- | --- |
| Örs vezér tere vá. – Füredi utca – Nagy Lajos király útja – Kerepesi út – Veres Péter út – Baross Gábor utca – Margit utca – Futórózsa utca – Centenáriumi lakótelep vá. | Centenáriumi lakótelep vá. – Budapesti út – Arany János utca – Margit utca – Baross Gábor utca – Veres Péter út – Kerepesi út – Örs vezér tere vá. |

## Megállóhelyei
| 0  | Örs vezér tere végállomás                                      | 17 | (2007 nyarán pótlóbusz közlekedett helyette) Gödöllői és csömöri HÉV 31, 32, 44, 45, 61, 61, 67, 76, 77, 85, 85, 131, 144, 144, 161E, 168, 176, Expo, Rákoskert 3, 62 80–81, 82 |
| 6  | Pilisi utca (↓) Egyenes utca (↑) (ma: Egyenes utcai lakótelep) | 13 | 44, 45 |
| 7  | Nagyicce, HÉV-állomás                                          | 12 | Gödöllői és csömöri HÉV 44, 45, 77 |
| 8  | Lándzsa utca (↓) Thököly út (↑)                                | 10 | 44, 45, 76, 77 |
| 10 | Hősök fasora (↓) Batsányi János út (↑) (ma: Sashalom H)        | 9  | Gödöllői és csömöri HÉV 44, 45, 92 |
| 11 | Fuvallat utca                                                  | 8  | 44, 92 |
| 12 | Jókai Mór utca (ma: Jókai Mór utca (Rendőrség))                | 7  | 44, 76, 92 |
| 13 | Pilóta utca (↓) Corvin utca (↑) (ma: Mátyásföld, repülőtér H)  | 6  | Gödöllői és csömöri HÉV 44, 76, 92, 192 |
| 15 | Gida utca                                                      | 4  | 44, 192 |
| 16 | Margit utca                                                    | 3  | 44, 144, 192 |
| 17 | Futórózsa utca                                                 | ∫  | 144 |
| 19 | Sasvár utca                                                    | ∫  | 144 |
| ∫  | Sasvár utca                                                    | 2  | 144 |
| ∫  | Olga utca                                                      | 0  | 144 |
| 20 | Centenáriumi lakótelep végállomás                              | 0  | 144 |